# Sergueï Botkine
Pour les articles homonymes, voir Botkine.
Sergueï Petrovitch Botkine  (en russe : Серге́й Петро́вич Бо́ткин, né le 17 septembre 1832 à Moscou et mort le 24 décembre 1889 à Menton) est un célèbre médecin russe. Il est à la médecine ce que Pirogov est  à la chirurgie russe. Il donna son nom à la « maladie de Botkine » (ictère cholestatique) et à l'hôpital Botkine (ru) à Moscou.

## Biographie
Diplômé de l'université de Moscou, Sergueï Botkine sert en Crimée sous les ordres de Pirogov puis étudie quatre ans dans les facultés européennes. À son retour il obtient la chaire de médecine interne à l'Académie Médico-Chirurgicale en 1860 où il fera l'ensemble de sa carrière. Pavlov fut son plus célèbre assistant. En 1870 il devient médecin personnel du tsar mais doit renoncer à ce poste à cause des activités politiques de sa femme, la princesse Obolenskaïa.
Décédé le 24 décembre 1889 à Menton d'une crise cardiaque, il est enterré au cimetière de Novodiévitchi de Saint-Pétersbourg.

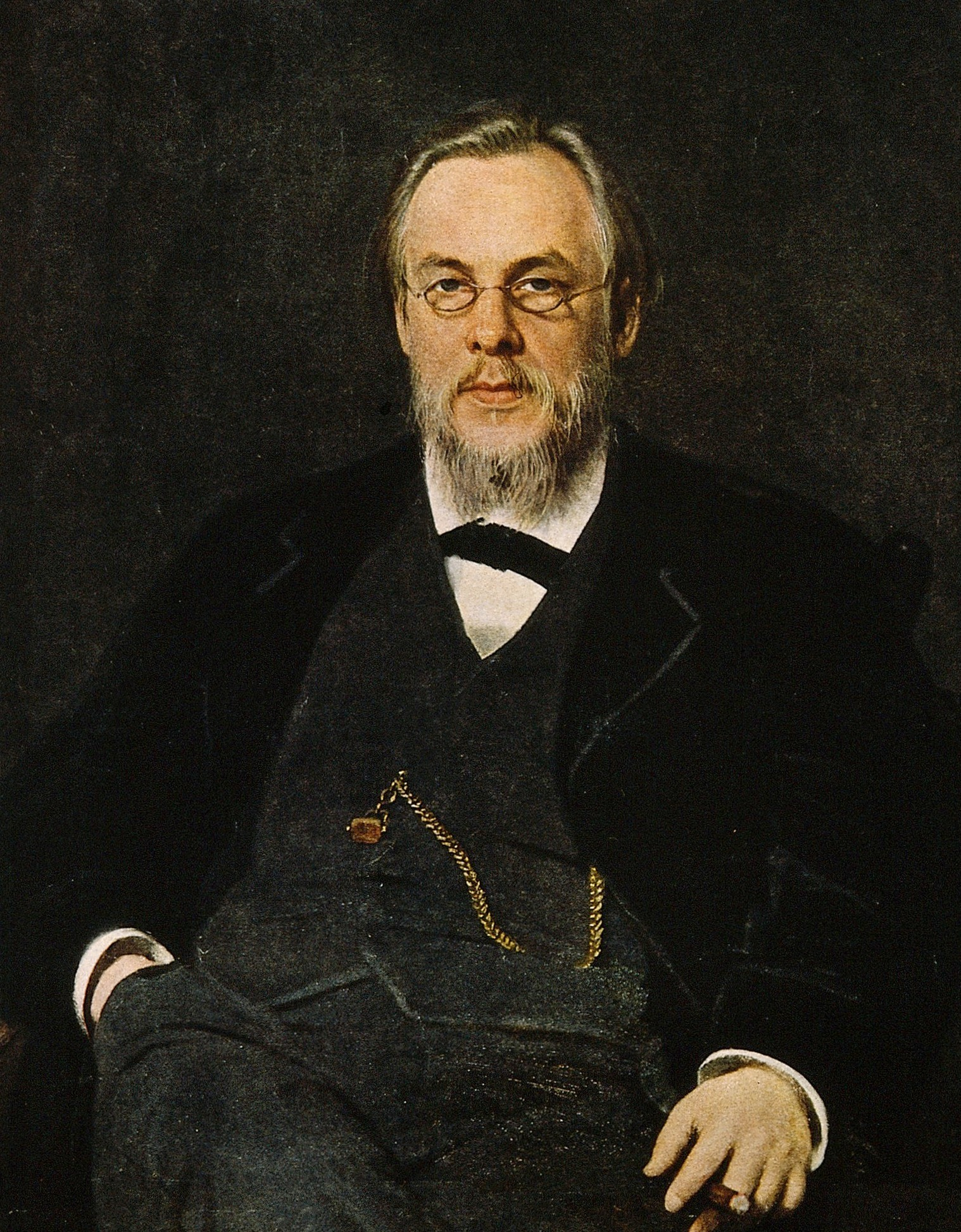
Portrait de Botkine par Ivan Kramskoï, 1880.

## Décorations
- Chevalier de l'ordre de Saint-Alexandre Nevski
- Ordre de l'Aigle blanc
- Ordre de Saint-Vladimir de 2e classe
- Ordre de Sainte-Anne de 1re classe
- Chevalier de l'ordre de Saint-Stanislas de 2e classe

## Famille
Père - Piotr Kononovich Botkine (1781-1853), marchand de la première guilde et propriétaire d'une grande entreprise de thé, de fabriques de tissus et de sucre, mère - Anna Ivanovna Posnikova (1805-1841). Piotr Botkine a été marié deux fois et a eu 25 enfants, Sergueï Botkine est le onzième enfant du second mariage de son père.
- Son frère Vassili Botkine est un écrivain, critique littéraire et traducteur.
- Son frère Dmiti Botkine (Дми́трий Петро́вич Бо́ткин, 1829-1889) est un entrepreneur spécialisé dans le commerce du thé, collectionneur, membre honoraire de l'Académie russe des Beaux-Arts.
- Son frère Mikhaïl Botkine (Михаил Петрович Боткин, 1839-1914) est un peintre, graveur, collectionneur d'art, archéologue et philanthrope russe.

Sergueï Botkine est lui même père des quatorze enfants, sept fils et sept filles.
- Son fils Ievgueni Botkine fut le médecin de la famille impériale de Russie ; il est sommairement exécuté dans la nuit du 16 au 17 juillet 1918 à Iekaterinbourg avec tous les membres de la famille impériale et leur suite.

- Son fils Sergueï Sergueïevitch Botkine (1859-1910) - bactériologiste et thérapeute. Épouse - Alexandra Pavlovna Tretiakova (1868-1959), fille du mécène Pavel Tretiakov (1832-1898). La fille de Serguei Botkine et Alexandra Tretiakova est l'actrice Alexandra Khokhlova.